# Додд, Марта
Марта Додд (англ. Martha Dodd; 8 октября 1908 года, Ashland, Виргиния — 10 августа 1990 года, Прага) — американская публицистка и агент разведки СССР. Дочь профессора У. Додда.

## Биография
До 1930 года три с половиной года училась в Чикагском университете. В 1931—1933 годах была помощником литературного редактора в газете «Chicago Tribune». В марте 1932 года вышла замуж за Джорджа Б. Робертса, с которым развелась в 1934 году.
В 1933—1937 годах находилась в Германии вместе с отцом, назначенным туда послом США. Увлекалась мужчинами (включая воздушного аса Эрнста Удета и будущего Нобелевского лауреата Макса Дельбрюка) и заводила многочисленные романы с привлекательными нацистами (включая первого шефа гестапо Рудольфа Дильса). В числе любовников Марты был и атташе советского посольства Борис Виноградов, агент НКВД. Марта дважды приезжала в Москву, где была завербована НКВД:

Марта утверждает, что она убеждённая сторонница компартии и СССР. С ведома департамента индел Марта помогает отцу в его дипломат. работе и находится в курсе всех его дел. Вся семья Доддов ненавидит национал-социалистов. Марта имеет интересные связи, к-е она использует для получения инф-ции для своего отца. С некоторыми знакомыми она находится в интимных отношениях… Марта заявляет, что основным интересом в её жизни является секретная помощь делу рев-ции.
— Из советской справки 1936 г. на Марту Додд 

29 марта 1937 года Ежов сообщал Сталину: «7-м Отделом ГУГБ НКВД завербована дочь американского посла в Берлине Марта Додд, прибывшая в марте 1937 года в Москву для деловых с ней переговоров».

В сентябре 1938 года вышла замуж за Альфреда К. Стерна (Alfred Kaufman Stern, 1897—1986).
С 1953 года жила в Мексике. В сентябре 1957 года вместе с супругом были заочно осуждены в США за шпионаж в пользу СССР. В 1957 году супруги эмигрировали в Чехословакию, в Прагу. В 1962—1968 годах проживали в Гаване на Кубе. С 1968 года опять жили в Праге.
Автор нескольких книг, в частности «Из окна посольства» (Through embassy’s eyes, 1939), «Посеешь ветер…» (Sowing the wind, 1945).

### Комментарии
1. ↑  Марта активно пыталась заключить брак с Виноградовым, но он тянул время. В конце концов Борис был отозван в Москву, где и был расстрелян в ходе Большого террора[4].